# 6277 Сіок
(6277) 1949 QC1 (1949 QC1, 1969 TE4, 1982 RF1) — астероїд головного поясу.
Тіссеранів параметр щодо Юпітера — 3,621.